# グリューフィア (小惑星)
グリューフィア (496 Gryphia) は小惑星帯に位置する小惑星。ハイデルベルクでドイツの天文学者マックス・ヴォルフが発見した。
ドイツの詩人・劇作家のアンドレアス・グリューフィウス（Andreas Gryphius, 1616年 - 1664年）に因んで命名された。